# Coro della SAT
Il Coro della SAT (Società degli alpinisti tridentini) è il più celebre tra i cori maschili italiani comunemente chiamati "di montagna"; esegue principalmente elaborazioni di canti popolari.

## Storia
Il Coro nacque ufficialmente il 25 maggio 1926 a Trento, per opera dei fratelli Pedrotti e di alcuni amici. Essi intrapresero un'opera di recupero di tutto il patrimonio di canti popolari, in particolare del Trentino, curando personalmente le prime armonizzazioni. La formazione è considerata il più prestigioso coro di montagna, le cui interpretazioni hanno fatto scuola in tutta Italia. A partire dalla sua fondazione, in particolare dopo la guerra, sono nate svariate formazioni per voci maschili che prendono a modello il coro trentino, nella formazione e nel repertorio.
Il Coro della Sat ha instaurato sodalizi con numerosi compositori di fama internazionale, e fra i più importanti in termini di produzioni dedicate al gruppo vanno ricordati Antonio Pedrotti, Renato Dionisi, il pianista Arturo Benedetti Michelangeli, Luigi Pigarelli e Andrea Mascagni.
Altre importanti personalità che hanno armonizzato per la Sat sono Bruno Bettinelli, Sandro Filippi, Giorgio Federico Ghedini, Bruno Zanolini e molti altri.
Dal 1988 il Coro è diretto da Mauro Pedrotti, nipote di Silvio e figlio di Mario.

## Concerti e tournée
Il coro SAT si è esibito in oltre mille concerti in Italia, Europa (Austria, Belgio, Cecoslovacchia e ora Repubblica Ceca, Danimarca, Finlandia, Francia, Germania, Gran Bretagna, Paesi Bassi, Russia, Svizzera), America (Brasile, Canada, Messico, Stati Uniti) ed Asia (Corea del Sud), nei teatri più prestigiosi.

## Discografia
Sono qui catalogate le edizioni su dischi a 78 giri (Columbia e Odeon), 33 giri (Odeon e RCA) e compact disc (RCA e Fondazione Coro della SAT); non sono catalogate le edizioni su dischi a 45 giri (Odeon e RCA), su musicassetta (RCA), su stereo8 (RCA) e le edizioni per i mercati esteri (RCA e Telefunken).

### La Voce del Padrone - Columbia - Marconiphone
Dischi a 78 giri (dal 1933 al 1943)
- 1933: CQ1289 - CQ1290 - CQ1291
- 1935: DQ1356 - DQ1357 - DQ1358
- 1937: DQ2542 - DQ2543
- 1943: DQ3757 - DQ3758 - DQ3759

### Odeon Carisch
Dischi a 78 giri (dal 1947 al 1954)
- 1947: Canti partigiani: Canti della Patria: IP71 - IP72 - IP73
- 1948: Canti della montagna - Libro primo: TW3354 - TW3355 - TW3356 - TW3357 - TW3358
- 1948: Canti della montagna - Libro secondo: TW3360 - TW3361 - TW3362 - TW3363 - TW3364 - TW3365
- 1948: Canti della montagna - Libro terzo: TW3404 - TW3405 - TW3406 - TW3407 - TW3408 - TW3409
- 1949: Canti della montagna - Libro quarto: TW3410 - TW3411 - TW3478 - TW3479 - TW3480 - TW3481
- 1951: Canti della montagna - Libro quinto: TW3482 - TW3510 - TW3511 - TW3611 - TW3612 - TW3613
- 1953: Canti della montagna - Libro sesto: TW4000 - TW4002 - TW4065 - TW4088 - TW4089 - TW4090
- 1954: Canti degli Alpini: P288 - P289 - P290 - P291 - TW4199 - TW4200

Dischi a 33 giri (dal 1954 al 1973)
- 1954: 10 canti di montagna: MODQ6201 (riedizione MOFQ80041)
- 1954: 10 canti di montagna 2°: MODQ6220 (riedizione MOFQ80042)
- 1955: 10 canti di montagna 3°: MODQ6248 (riedizione MOFQ80043)
- 1956: 10 canti di montagna 4°: MODQ6264 (riedizione MOFQ80044)
- 1958: Canti degli Alpini: MODQ6286 (riedizione MOFQ80045)
- 1958: Coro della SAT: MOCQ5002
- 1959: 10 canti di montagna 7°: MODQ6289
- 1961: La Montanara: MOCQ5004
- 1962: Coro della SAT: MOCQ5005
- 1963: Coro della SAT: MOCQ5009
- 1965: Coro della SAT: MOCQ5016
- 1973: "I Maestri" Coro della SAT: 3C064-17909

### RCA - BMG Ariola
Dischi a 33 giri (dal 1960 al 1986)
- 1960: La su per le montagne: PML10103(mono) - PSL10103(stereo) (riedizione PSL30002)
- 1962: La su per le montagne - vol.2: PML10323(mono) - PSL10323(stereo)
- 1963: La su per le montagne - vol.3: PML10359(mono) - PSL10359(stereo) (riedizione PSL30014)
- 1965: La su per le montagne - vol.4: PML10391(mono) - PSL10391(stereo) (riedizione PSL30020)
- 1966: La su per le montagne - vol.5: FL30051(mono) - FLS30051(stereo) (riedizione PSL30051)
- 1969: La su per le montagne - vol.6: PSL10445
- 1970: Canti degli Alpini guerra 1915/18: PSL10431
- 1972: Sui monti Scarpazi: PSL10536
- 1974: Serafin l'è in bel moro: TPL11079
- 1976: Linea tre - Canti del Trentino: TNL13100
- 1977: Gente nostra: PL31300
- 1977: Linea tre - Canti degli Alpini: NL33112
- 1978: Linea tre - La villanella: NL33113
- 1978: Linea tre - La montanara: NL33115
- 1980: E col cifolo del vapore: PL31509
- 1983: Montanaro, marinaio, italiano: PL70055
- 1986: Varda la luna: PL71085

Compact Disc (dal 1983)
- 1983: Coro SAT - vol.1: 74321-11307-2
- 1983: Coro SAT - vol.2: 74321-11308-2
- 1983: Coro SAT - vol.3: 74321-11309-2
- 1983: Coro SAT - vol.4: 74321-11310-2
- 1983: Coro SAT - vol.5: 74321-11311-2
- 1985: L'album di canti della montagna (2 CD): ND70924-1 ND70924-2
- 1987: Coro della SAT: PD71550
- 1988: Celebri canti popolari: CD71549
- 1988: I grandi sentimenti nella voce della canzone popolare: CD71661
- 1991: Canti di Natale: ND75119
- 1993: Coro SAT: 74321-14768-2
- 1998: Canti di Natale: ND75119 (riedizione di ND75119 del 1991)
- 2003: I grandi successi originali (2 CD): 74631-198549-2

### Fondazione Coro della SAT
Compact Disc (dal 1996)
- 1996: Coro SAT 70 anni (2 CD): GDRX0179-1 GDRX0179-2
- 1996: 'Ndormenzete popin: CD31996
- 1997: Arturo Benedetti Michelangeli - Serafin: LC1851 (Appassionato AG, Basel)
- 1999: Antonio Pedrotti - canti popolari: ACD69903 (Appassionato AG, Basel)
- 2000: Canti degli Alpini: CD12000
- 2003: Renato Dionisi - canti popolari: CDX60306 (Divox AG, Basel)
- 2005: Luigi Pigarelli - Serenada a Castel Toblin (2CD): CD12005-1 CD12005-2
- 2009: Natal!: CD12009
- 2009: Golden Edition - Canti di Natale: PVS09/01 (Priuli & Verlucca)
- 2009: Golden Edition - Canti attorno al fuoco: PVS09/02 (Priuli & Verlucca)
- 2009: Golden Edition - Canti degli Alpini: PVS09/03 (Priuli & Verlucca)
- 2009: Golden Edition - Canti della montagna: PVS09/04 (Priuli & Verlucca)
- 2009: Golden Edition - Canti della vita: PVS09/05 (Priuli & Verlucca)
- 2013: Coro SAT 2013: TRI1181 (Azzurra Music)

## Onorificenze
- 2017 – Aquila di San Venceslao, massima onorificenza della provincia autonoma di Trento[12]